# Ветер с моря дул
«Ветер с моря дул…» — песня Натали из альбома «Ветер с моря»; первая в плей-листе альбома.
Журнал «Афиша» включил «Ветер с моря дул» в число 99 самых ярких и запомнившихся русских поп-хитов 1991—2011 годов.
Песня превратила Натали в одну из самых популярных певиц страны.

## История записи
По признанию певицы, «дворово-народные песенки на трёх аккордах» нравились ей с детства. Каждое лето, начиная с 11 лет, будущая певица отдыхала в пионерском лагере «Им. Зои Космодемьянской», где осваивала игру на гитаре, разучивала бардовские и авторские песни, выступала на сцене лагеря. Тогда же она познакомилась с песней «Ветер с моря дул». По признанию Натали, эту песню она исполняла с 13 лет: «…То ли ребята в пионерлагере её на гитаре играли, то ли я во дворе её услышала. Выступала с ней в родном Дзержинске на каких-то концертах местного значения и людям говорила: „Вы эту песню сразу запомните, её выучить вообще мгновенно можно! Там каждая строчка два раза повторяется“».
Спустя некоторое время после выхода первого альбома Натали, «Русалочка», певица начала работать с композитором Александром Шульгиным. По словам самой исполнительницы, именно с ним они приняли решение записать «Ветер с моря дул». По версии же тогдашнего продюсера Натали, Валерия Иванова, это он сделал выбор в пользу «Ветра…», найдя его в «блоке песен из пионерского детства», показанного ему певицей. На обложке альбома было указано: «Автор неизвестен».

## Авторство
«Каждый «автор» утверждает, что песню написал именно он и никто другой. Все указывают один и тот же год создания — 1973, причём одни в это время ещё пешком под стол ходили, а другие уже были женаты и служили в армии. Некоторые варианты даже отдалённо не напоминают мой текст… Все 13 псевдоавторов пишут мне, звонят, присылают вырезки из газет со статьями про себя. Каждый хвастается, что в его багаже таких хитов ещё пруд пруди, но ни один мне ещё эти хиты не показал»
Продюсер Валерий Иванов, как и сама Натали, впоследствии называл ошибочным решение написать «Автор неизвестен» на обложке альбома. Уже в скором времени после того, как песня получила известность, объявился первый претендент на авторство. «Я уже сейчас не помню, кто именно, — рассказывала Натали, — потому что вслед за ним появляются ещё 17 человек, и каждый считает, что это его произведение». «Компания „Арс“ подала в суд, — вспоминал Иванов, — РАО было вынуждено временно приостановить выплату авторских процентов. Сначала мы вписали одного автора — Юрия Малышева, потом ещё Елену Сокольскую».
По словам Натали, Александр Розенбаум говорил ей, что исполнял эту песню ещё в 1972 году. В интервью «Комсомольской правде» Розенбаум высказывался аналогичным образом: «То, что поёт сейчас подружка по имени Натали — „Ветер с моря дул“ — было спето в начале 60-х, во дворах».
Авторству первого юридически признанного автора песни, Юрия Малышева, принадлежала вышедшая несколькими годами ранее песня «Не судьба» из альбома «Малолетка» (1995) Юрия Барабаша (более известен как Петлюра). По утверждению поэта Юрия Малышева, эта песня — идентичная «Ветру…» по музыке, но со значительно иным текстом — была сочинена им для молодого певца в 1994 году: «Это изначально моя песня, а потом стали говорить: дворовая, подъездная. Продюсеры Натали просто внесли изменения в текст, чтобы пелось от лица девчонки, а не парня». Барабаш погиб в автокатастрофе в 1996 году, то есть, до того, как увидела свет композиция Натали. По словам певицы и композитора Елены Сокольской, чьё авторство также было подтверждено юридически, изначально «Ветер с моря дул» была «семейной песенкой о собаке по кличке Бим». В интервью «АиФ» она излагала свою версию истории создания песни таким образом:
«Песню я придумала ещё в детстве, играла на фортепиано и голосила с подружками. А в 11 лет поехала на зимние каникулы в лагерь и там спела её на концерте. Звукорежиссёру так понравилось, что он моё пение записал на магнитофон. Следующей зимой подружка написала, что моя песня „Ветер с моря дул“ звучит по радио. Кто её исполнял, я так и не узнала. Спустя много лет „Ветер…“ стала исполнять Натали. Я сразу же отправилась в Москву, но Российское авторское общество, где были зарегистрированы и другие мои песни, не выказало никакого интереса, и я обратилась в частное агентство авторских прав, где хитом активно занялись»
Ярославский композитор Борис Краюшкин рассказывал, что написал песню «Ветер с моря дул», когда ему было 10 лет, когда жил в городе Рыбачье Киргизской ССР, неподалёку от озера Иссык-Куль (именно оно, согласно Краюшкину, подразумевалось под «морем»): «Только ветер там дует не с моря, а в море. Часто такие шквалы уносили рыбаков. Поэтому я и написал слова — „ветер в море дул, нагонял беду“». По утверждению композитора, в конце 80-х годов он отдал кассету с песнями своего ансамбля начальнику поезда, на котором ехал в Москву: «Пока ехали, все время по поездному радио „крутились“ наши песни. Когда приехали в столицу, так кассету и не забрали».
Ещё один претендент на авторство хита, Сергей Сократов, утверждал, что написал песню в 1973 году, во время службы на флоте в Мурманске. В интервью газете «Живой Zвук» он сообщал, что после выхода «Ветра…» в исполнении Натали обращался в редакцию некоей газеты и даже готовил к публикации разоблачительную статью, которая, однако, так и не была напечатана. Узнав о том, что авторами песни себя называет целый ряд людей, Сократов, по его словам, «с удивлением обнаружил в этом списке своего бывшего сослуживца, парня, который вместе со мной эту песню пел на корабле в Мурманске».
Автором музыки к песне себя называл, среди прочих, донецкий милиционер Константин Куба. По версии мужчины, однажды знакомые принесли ему стихи, в которых каждые строчки повторялись друг за другом, и попросили написать на них музыку. «Спустя много лет я услышал по радио эту песню, которая стала очень популярной. Я до сих пор не знаю, как она попала к исполнительнице» — заявлял милиционер.

## Клип
Клип на песню «Ветер с моря дул» стал третьим в карьере Натали. Съёмки состоялись осенью 1997 года. Режиссёром видео стал Игорь Зайцев, он же разработал сценарий клипа. В качестве кинопродюсера выступил Александр Горохов, оператора — Игорь Рукавишников. В съёмках клипа приняли участие солисты группы «Нэнси» Анатолий Бондаренко и Андрей Костенко. По словам Натали, идея снять музыкантов в клипе пришла им с Костенко, когда они вместе ехали в поезде: «Разговорились, оказалось, что я похожа на его первую любовь, а он напоминает мне мальчика, которого я когда-то любила». Съёмочный процесс продолжался два дня: в первый день в одной из московских школ неподалёку от Мосфильма снимались «школьные» сцены клипа, во второй день — в одной из студий Останкино — всё остальное.
Если верить продюсеру Валерию Иванову, съёмка клипа на «Ветер с моря дул» обошлась в 17-18 тысяч долларов, а ротация на телеканалах — ещё в 3 или 4 раза дороже.

## Популярность
Выход песни «Ветер с моря дул» повлёк за собой всплеск популярности Натали. Певица рассказывала, что на «звёздных тусовках», где её прежде не замечали, к ней стали относиться лучше. «В какой-то момент перестала понимать, нравится мне эта песня или нет, — делилась певица ещё в 2000 году. — Она мне даёт главное — единение со зрителями… Пусть песня откровенно попсовенькая, но в ней столько честности, искренности, столько чувств, которые меня волновали саму в 13-15 лет». Натали стала ассоциироваться с популярной композицией настолько, что её, по признанию самой исполнительницы, называли «Натали Ветерсморядулова».
В феврале 2013 года, незадолго до выхода своего нового хита «О Боже, какой мужчина!», Натали признавалась в одном из интервью:
«Я уже смирилась с тем, что работаю исполнительницей этой песни. Хотя, конечно, в своё время она мне стала наскучивать. Бывало, что её просили раза по четыре за концерт! И, конечно, наступил момент, когда песня до смерти мне надоела. А потом неожиданно открылось второе, а затем — и третье дыхание. И сейчас я пою её будто бы по-новому, вкладывая в неё новые чувства и эмоции. В общем, ветер с моря всегда свежий!»

## Критика
Юрий Аксюта в интервью сайту Slon.ru привёл «Ветер с моря дул» как пример «..оголтелой, дешёвой, одноразовой попсы, за три копейки», а литературный критик Александр Гаврилов назвал текст песни «абсурдным и идиотическим „сморедулом“». Музыкальный журналист Отар Кушанашвили с иронией замечал, что хит Натали «свёл в могилу не одного эстета». Сама певица рассказывала, что накануне одного из выступлений к ней подошёл Юрий Антонов и шлёпнул по коленке со словами: «Что ж ты, Наташка, фигню такую поёшь?!»; другие же звёзды, такие как Вика Цыганова и Игорь Николаев, напротив, с одобрением отзывались о композиции.

## Влияние
Нецензурную пародию на песню сделала рок-группа «Красная плесень». Песня начиналась со слов: «Ветер в жопу дул, ветер в жопу дул, // Мне живот надул, мне живот надул…», и вошла в альбом «Бульбец „Титанику“» (1998).